# Susana Garabatos Rodríguez
Susana Garabatos Rodríguez (Vigo, Pontevedra, 8 de març de 1979) és una exnedadora gallega. Competí als Jocs Olímpics d'Atlanta 1996 en la prova de 4x100 m lliures.
Començà a practicar la natació al col·legi Rosalía de Castro i continuà la seva formació al Reial Club Nàutic de Vigo. En categoria júnior, es proclamà subcampiona d'Espanya en 100 m lliures (1991) i l'any següent guanyà la medalla d'or al Meeting de Luxemburg. El 1993 fou becada per entrenar al Centre d'Alt Rendiment de Màlaga i, posteriorment, a la Residència Blume de Madrid. Competí amb el Club Natació Catalunya proclamant-se diversos cops campiona de Catalunya, destacant en les proves 50 m lliures (1997, 2001), 100 m lliures (1997 i 1998) i relleus. Amb la selecció espanyola, competí amb disset anys als Jocs Olímpics d'Atlanta 1996 en la prova de 4x100 m lliures, esssent la primera nedadora gallega a participar-hi. També competí als Campionats d'Europa de 1995 i 2000. Es retirà de la competició el 2004.

## Palmarès
- 13 campionats de Catalunya de natació

- 2 en 50 m lliures (1997, 2001)
- 2 en 100 m lliures (1997, 1998)
- 1 en 200 m lliures (1997)
- 2 en 4x100 m lliures (1997,1998)
- 3 en 4x200 m lliures (1995, 1997, 1998)
- 3 en 4x100 m estils (1995, 1997, 1998)

- 14 campionats de catalunya d'hivern de natació

- 2 en 50 m lliures (1999, 2000)
- 1 en 100 m lliures (1998)
- 4 en 4x100 m estils (1995, 1997, 1998, 1999)
- 5 en 4x100 m lliures (1995, 1997, 1998, 1999, 2000)
- 2 en 4x200 m lliures (1997, 1998)